# Ferrocarril Tacna-Arica
El Ferrocarril Tacna-Arica es un ferrocarril propiedad del Estado del Perú y que brinda el servicio entre la ciudad de Tacna (Perú) y Arica (Chile), esto último se acordó en el Tratado de 1929. Tiene 62 km de extensión y una trocha de 1435 mm. En la actualidad es administrado por el Gobierno Regional de Tacna y se encuentra operativo desde el 28 de mayo de 2016 ya que había sido suspendido el 12 de marzo de 2012.
Fue construido en 1856 por la empresa inglesa The Arica & Tacna Railway Co. Actualmente es la única vía ferroviaria internacional que posee el Perú y es el ferrocarril más antiguo que todavía está en servicio, ya que fue el segundo en construirse, durante el gobierno de Ramón Castilla.

## Historia

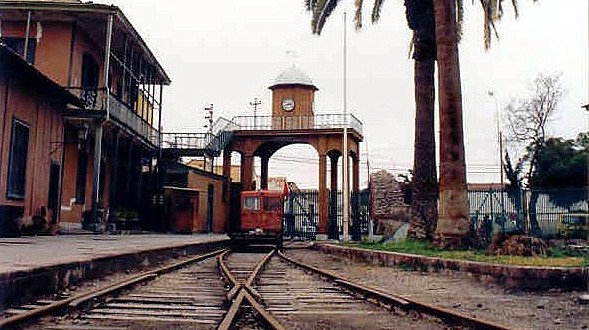
Estación Tacna del ferrocarril Tacna-Arica, en el Perú.

Este ferrocarril se considera histórico, por los diversos episodios de los que fue testigo.
Su ejecución fue autorizada en 1851 y se entregó su construcción a José Hegan. El servicio de trenes se inició en 1856 y fue dado en concesión por 99 años. En 1869, el presidente Balta ordenó que se hiciesen los estudios para su prolongación hasta La Paz (Bolivia), lo que nunca se realizó.
Al ocupar los chilenos Tacna y Arica, durante la Guerra del Pacífico, el ferrocarril estaba en manos de la empresa inglesa Arica & Tacna Railway Co y no fue objeto de expropiación.
Tras el Tratado de Lima de 1929, Tacna ya había vuelto a ser peruana, y la sección del ferrocarril que estaba del lado chileno también quedó como propiedad peruana con soberanía chilena. En 1955, al nacionalizarse el ferrocarril quedó bajo la absoluta propiedad del Estado peruano. En diciembre de 1986 quedaron concluidas las obras de construcción del nuevo edificio para la estación terminal de Arica.
En 2005, por el acta número 12-2005 del Gobierno Regional de Tacna, el muelle al servicio del Perú en el puerto de Arica, el ferrocarril Tacna-Arica, el terreno de Chinchorro y la Casa Yanulaque pasaron a propiedad del Gobierno Regional de Tacna, para su utilización con fines de desarrollo en coordinación con el Ministerio de Relaciones Exteriores del Perú.

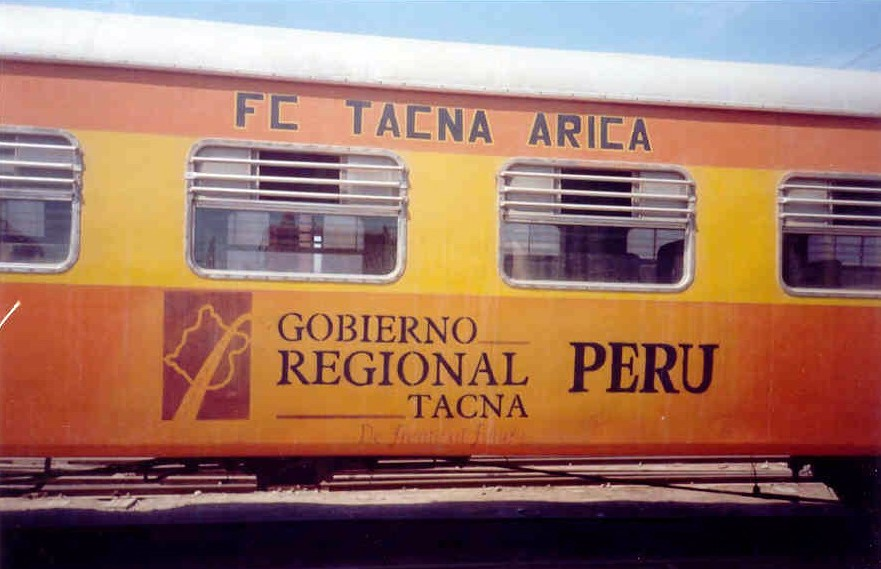
El Gobierno Regional de Tacna administra el ferrocarril Tacna-Arica.

En 2013, se declara de interés nacional y de necesidad pública la recuperación y el aprovechamiento sostenible del patrimonio histórico peruano: ferrocarril Tacna-Arica, muelle peruano en Arica y el predio Chinchorro. Asimismo, el Ministerio de Transportes y Comunicaciones (MTC) asume el papel de concedente.
En 2014, se inicia la convocatoria para los estudios de mejoramiento del servicio de transporte ferroviario en el tramo Tacna – Arica. En julio de 2014 se otorga los estudios a la compañía española Idom Ingeniería y Consultoría.

### Proyecto de remodelación
El gobierno central a través de Provías Nacional, se encuentran en un proceso para definir los términos de referencia lo que dará operatividad al ferrocarril, se informó que el Ministerio de Economía y Finanzas (MEF) aprobó un financiamiento de 3 millones de dólares para la elaboración de estudios. Este estudio arrojaría información para establecer los tramos a intervenir, la rentabilidad que generaría y el monto de inversión requerido para operativizar al ferrocarril como transporte de carga y de pasajeros.

#### Operación actual

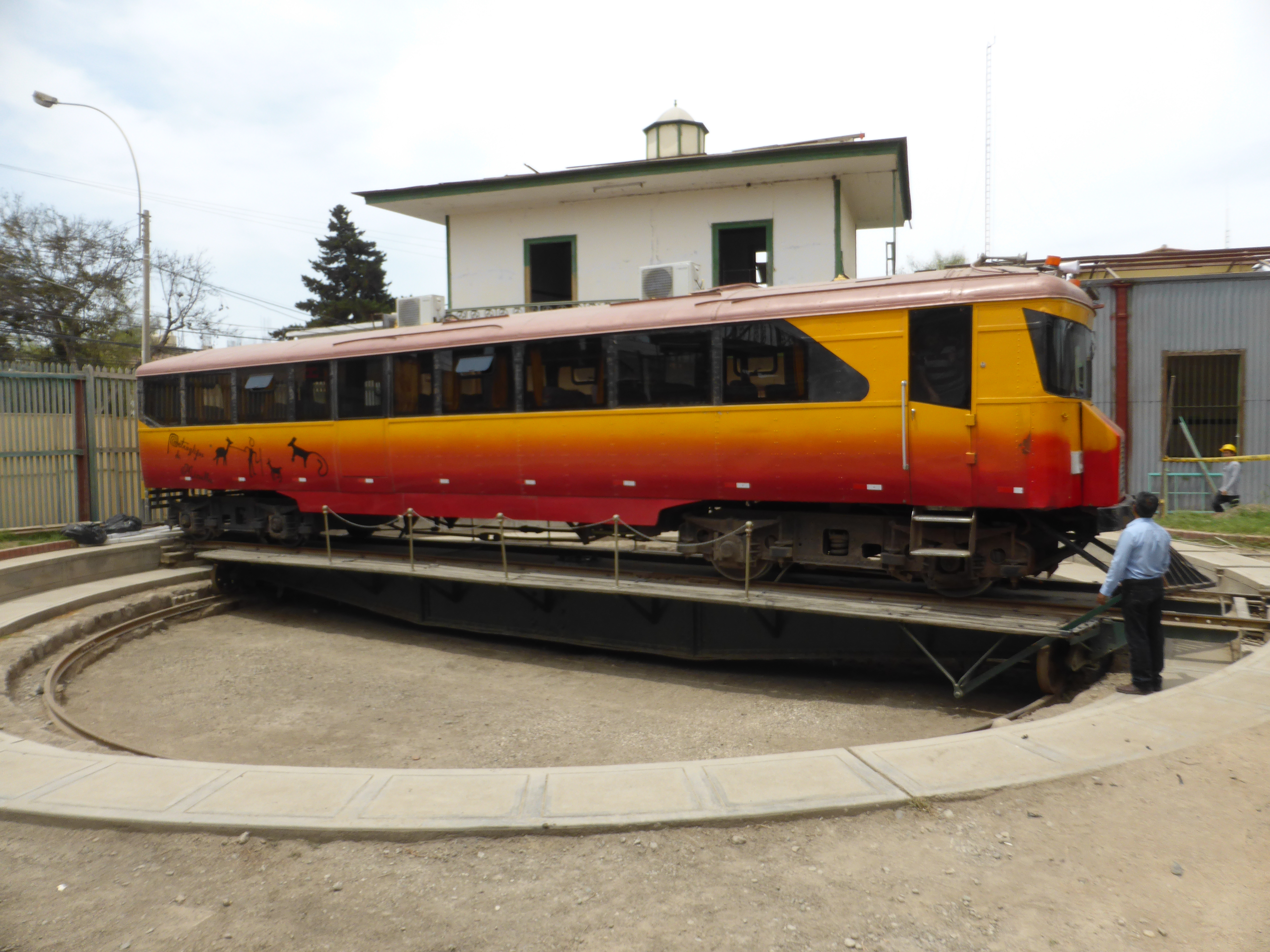
Autovagón 261, del Ferrocarril Tacna-Arica, en la estación-museo de Tacna.

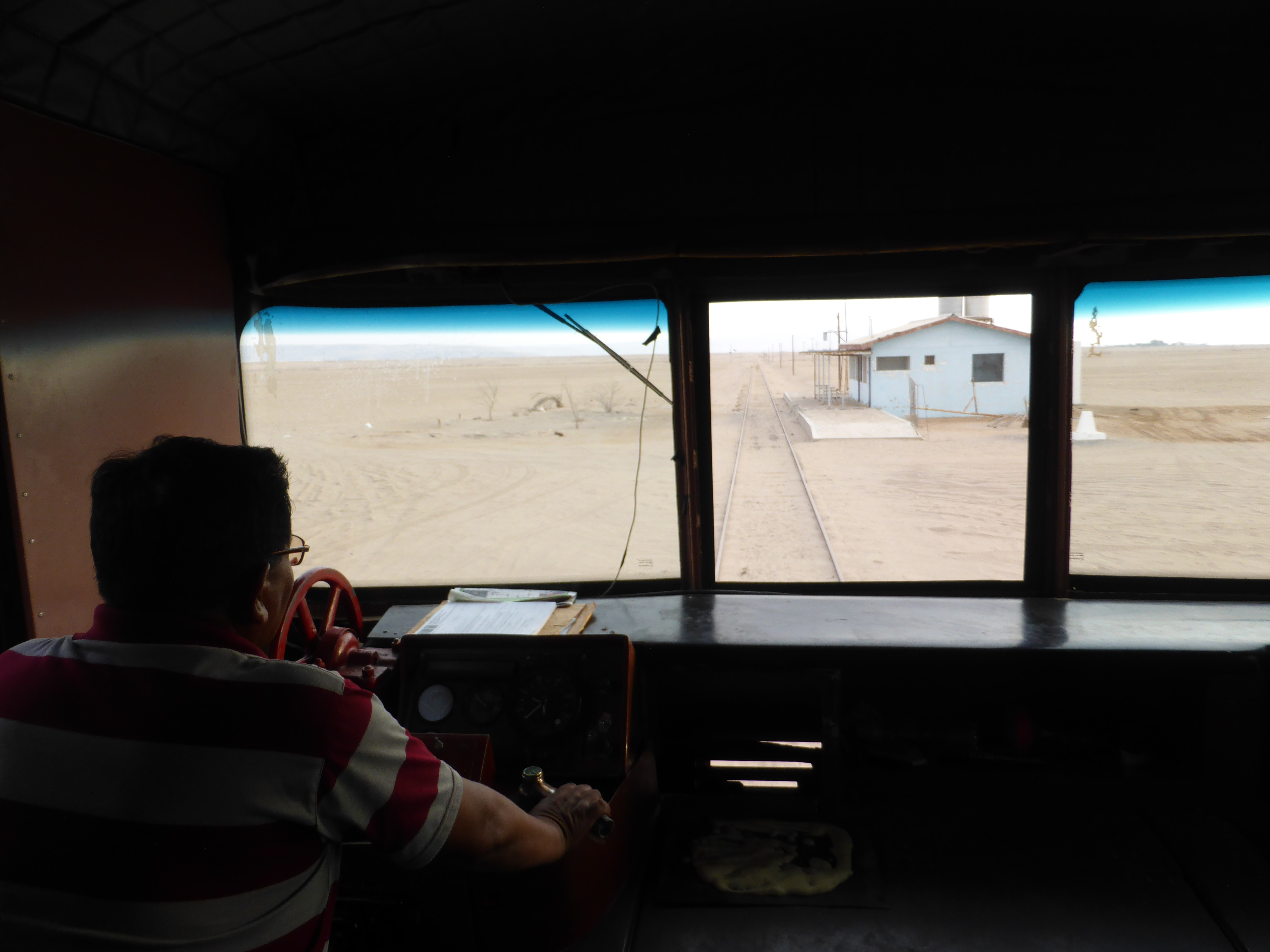
Estación Escritos desde la cabina de conducción del autovagón.

Desde agosto de 2015 se vienen realizando las pruebas de recorrido del ferrocarril Tacna-Arica con el autovagón existente, el cual partiría antes de que finalice agosto. Los trabajos de refacción y mejoramiento del ferrocarril internacional empezaron en febrero de 2015. La obra es financiada por el MTC Perú. El proyecto consistió en reparar los rieles y el autovagón. En las dos primeras pruebas se encontraron desmontes de tierra en el recorrido del tren, sin embargo esto ya fue subsanado. En los días siguientes se hicieron nuevas pruebas pero en vacío para observar cómo sería el recorrido del autovagón. Ello permitiría hacer algunos ajustes.[cita requerida]
Para asegurar la vida de los pasajeros del ferrocarril, el Ministerio de Relaciones Exteriores gestiona la compra de seguros. Asimismo, el sector Transportes otorgó la habilitación de circulación al servicio del ferrocarril. El autovagón cruzará 62 kilómetros del desierto entre Tacna y Arica.[cita requerida]
El ingreso del tren en territorio chileno está siendo coordinado por las Cancillerías de ambos países. Los pasajeros del ferrocarril serán controlados por Migraciones de Perú y Chile en las estaciones de Tacna y Arica. Para ello, el ministerio de Relaciones Exteriores del Perú comunicará a la Cancillería de Chile el reinicio del servicio días antes, agregó.
Para la primera semana de septiembre se estima que el Ministerio de Transportes y Comunicaciones (MTC) entregue el ferrocarril Tacna – Arica, según informa el gobierno de la región Tacna. El MTC ya entregó el autovagón y un certificado de auto-operatividad, pero aún falta el seguro para pasajeros valorizado en 80 mil dólares. El tren realizaría dos recorridos diarios: a las cinco de la mañana y a las cinco de la tarde. El pasaje por persona costaría 15 soles y el tiempo del recorrido es de una hora y media, considerando el cambio de hora, pues son dos horas más de diferencia
Desde el 27 de mayo de 2016 el tren oficializó el reinicio de sus funciones. El Ferrocarril consta de un auto vagón restaurado y modernizado que podrá transportar hasta 48 pasajeros por viaje, atendiendo dos itinerarios diarios de ida y vuelta que partirán de la estación de Tacna en horas de la mañana y de la tarde, con la finalidad de atender la demanda turística entre ambas ciudades.
En marzo de 2025 el gobierno de Perú anunció un plan de modernización de la línea férrea, con el objetivo de impulsar tanto el comercio como el turismo en la zona. De acuerdo con las autoridades peruanas, las mejoras contemplan la renovación de la infraestructura existente, la adquisición de nuevo material rodante y la implementación de sistemas de seguridad para garantizar un servicio ferroviario más eficiente y competitivo.
Se espera que la reactivación de este servicio contribuya a dinamizar la economía local mediante el traslado de mercancías y el aumento del flujo de visitantes.

## Administración
Es administrado por el Gobierno Regional de Tacna. Al final de la línea del ferrocarril, junto a la estación Arica, se encuentra el muelle al servicio del Perú en Arica.
En el año 2006 el Gobierno Regional de Tacna, bajo la presidencia del ingeniero Julio Alva Centurión, obtiene la autorización para retirar en Arequipa seis bodegas de aluminio (números: 3515, 3521, 3530, 3539, 3572 y 3577) que, unidas a la Locomotora número 300, permitirán transportar carga pesada entre el puerto chileno de Arica y Tacna.

## Estaciones
La línea cuenta con cinco puentes: San José, Chacalluta, Gallinazo, Hospicio, Lagartito; y seis estaciones: Tacna, Kilómetro 42, Hospicio, Escritos, Chacalluta y Arica, de las cuales se encuentran activas sólo las 2 terminales.
| Estación     | País  | Coordenadas               | Estado     |
| ------------ | ----- | ------------------------- | ---------- |
| Tacna        | Perú  | 18°00'46.8"S 70°15'16.8"O | Activa     |
| Kilómetro 42 | Perú  | 18°06'54.7"S 70°19'37.4"O | Abandonada |
| Hospicio     | Perú  | 18°12'14.3"S 70°20'07.5"O | Abandonada |
| Escritos     | Chile | 18°19'06.7"S 70°19'30.0"O | Abandonada |
| Chacalluta   | Chile | 18°23'54.4"S 70°18'26.5"O | Abandonada |
| Arica        | Chile | 18°28'24.6"S 70°19'03.0"O | Activa     |

Además de las estaciones mencionadas, en los años 1990 documentos de ENAFER señalan la existencia de otras 2 paradas: Concordia (ubicada 10 km al sur de Hospicio) y Frontera (a 6 km al sur de Concordia).

## Museo del Ferrocarril

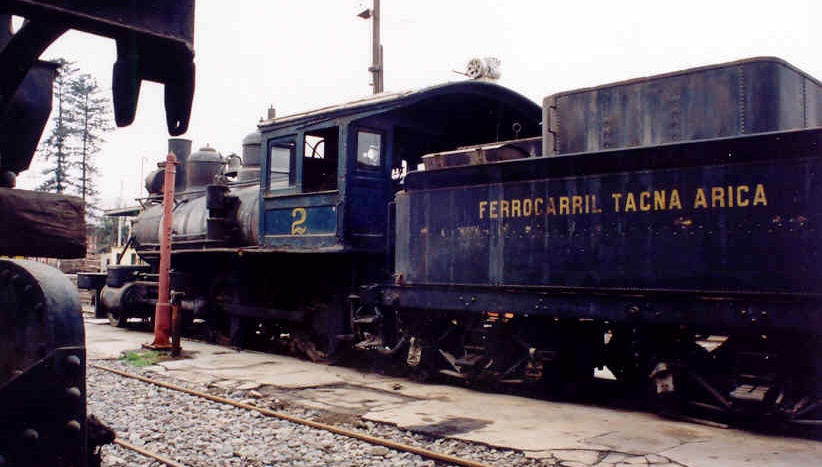
Museo del ferrocarril.

En la estación de Tacna se encuentra el Museo del Ferrocarril donde se muestran las locomotoras, fotografías, impresos relativos al ferrocarril y a las ciudades de Tacna y Arica antes de 1929.
La locomotora que trasladó al coronel EP Francisco Bolognesi a Arica en 1880 se encuentra en el parque de la Locomotora, al inicio de la avenida Bolognesi en la ciudad de Tacna.